# Астрагал довголистий
Астрага́л довголи́стий (Astragalus dolichophyllus) — вид рослин з родини бобових, поширений у Румунії, Молдові, Україні, пд.-зх. Росії, Казахстані.

## Опис
Багаторічна рослина 5–15 см. Листочки довгасті або ланцетні. Чашечка опушена тільки білими відстовбурченими волосками. Віночок світло-жовтий.

## Поширення
Поширений у Румунії, Молдові, Україні, пд.-зх. Росії, Казахстані.
В Україні вид зростає на степах, степових схилах, відслоненнях — зрідка в Степу і Криму.